# Ушаковское (Курганская область)
Ушаковское — село в Катайском районе Курганской области. Является административным центром Ушаковского сельсовета.

## География
Село расположено на правом берегу реки Исети, в 8 километрах (в 10 километрах по автодороге) к западу от районного центра города Катайска, в 204 километрах (в 231 километре по автодороге) к северо-западу от областного центра города Кургана.
Часовой пояс
Ушаковское, как и вся Курганская область, находится в часовой зоне МСК+2. Смещение применяемого времени относительно UTC составляет +5:00.

## Топоним
Известна как Ушакова (Сапожникова).

## История
Деревня основана около 1680 года.
Входила в Катайскую волость Камышловского уезда Пермской губернии (данные ревизий 1834, 1850 и 1858 годов), впоследствии вошло в состав Никитинской волости того же уезда.
После постройки церкви стала селом.
В июле 1918 года установлена белогвардейская власть. В июле 1919 года установлена советская власть.
В 1919 году образован Ушаковский сельсовет.
В годы советской власти жители работали в колхозе «Заветы Ленина».

## Церковь
До постройки церкви деревня, относившаяся к приходу Троицкой церкви села Катайского.
Каменная двухпрестольная церковь заложена 21 октября (2 ноября) 1856 года по грамоте архиепископа Пермского Неофита от 11 (23) марта 1854 года. Придел в честь Рождества Христова был освящен 2 (14) мая 1860 года, а главный храм во имя апостолов Петра и Павла 26 октября (7 ноября) 1879 года. В 1879 году к приходу церкви причислена деревня Оконечникова. Двусветный бесстолпный четверик храма, завершенный декоративным пятиглавием, имеет прямоугольную аспиду. Колокольня соединена с трапезной переходом. Восьмерик звона, посаженный на двухъярусный столп основания, завершен шатром со слухами-люкарнами и главкой с крестом. В годы Советской власти церковь закрыли. Летом 1933 года активисты рушили купола. Церковные помещения стали зерноскладом. В настоящее время здание из красного кирпича заброшено и не восстанавливается. Внутри местами сохранились фрески с изображениями святых. Раньше церковь была обнесена кирпичной оградой с воротами, но от неё ничего не осталось.
До революции в деревне была часовня, не сохранилась.
В доме священника, где после закрытия церкви были: детский сад, процедурный кабинет медпункта, жилой дом, дом для приезжавших на уборку водителей, ныне расположен молельный дом.

## Население
| 1869 | 1904  | 1920  | 1926  | 1989 | 2002 | 2010 |
| ---- | ----- | ----- | ----- | ---- | ---- | ---- |
| 1350 | ↗1415 | ↗2111 | ↗2246 | ↘708 | ↘606 | ↗661 |

### Национальный состав
- По данным переписи 1926 года, в селе Ушаковском (Сапожникове) проживало 2246 человек, все русские.
- По данным переписи населения 2002 года, в селе проживало 606 человек, из них русские — 85 %.

## Инфраструктура

### Школа
В 1897 год была открыта церковно-приходская школа. С 1935 по 1960 год существовала семилетняя школа, с 1960 по 1974 год — восьмилетняя школа. 1 сентября 1974 года открыта средняя школа. Ныне Муниципальное казенное общеобразовательное учреждение
«Ушаковская средняя общеобразовательная школа».

### Социально-культурные объекты
- Муниципальное учреждение культуры «Культурно-досуговое объединение Ушаковского сельсовета».

## Достопримечательности
- В 1984 году установлена стела с изображением ордена Отечественной войны и надписью: «Вам, воины — победители Великой Отечественной войны 1941—1945. Вечная слава и память от благодарных односельчан». Стела имеет ограждение. Автор памятника В. А. Аникеев[10].

## Транспорт
На противоположном берегу Исети, в 2 километрах севернее села, проходит Колчеданский тракт — часть трассы Р354 (Екатеринбург — Курган). Автомобильного моста через реку Исеть в селе нет.